# Post-Поступ
«Post-Поступ» — суспільно-політичний часопис, виходив у Львові у 1991—1995 щотижнево. У 2005 році журнал знову почав виходити у Львові, але щоквартально та набагато меншим накладом.

## Історія
Попередником «Post-Поступу» було видання під назвою «Поступ» (у 1989—1990 класичний «самвидав», редактор — Олександр Кривенко; з 1991 — офіційно зареєстрована щотижнева газета «Пост Поступ»).
Восени 1990 часопис «Поступ» був зареєстрований, навесні 1991 він почав виходити у кольоровому форматі. Головним редактором тоді став Володимир Панкєєв (1966—2007). За спогадами Олександра Кривенка, офіційно вийшли 6 номерів зареєстрованого «Поступу». 7-й номер побачив світ уже як «Post-Поступ». Робився він у ніч «путчу» (ГКЧП) і вийшов після його провалу, тобто відразу після 24 серпня 1991. Відтак головним редактором (1991-1995) був Олександр Кривенко, заступниками головного редактора — журналісти Володимир Панкєєв та Ігор Ткаленко, головним художником (дизайнером та макетувальником) — архітектор Остап Павловський-Лісогорський (всі памятають унікальні малюнки Остапа на 1-й сторінці, що промовисто говорили про ТОП-тему чергового числа газети), комерційним директором (що започаткував продаж площ газети під рекламу та розповсюдження через «УКРПОШТУ») — архітектор Ярослав Галицький.
У липні 1995 року О.Кривенко переїхав до Києва, залишаючись номінально головним редактором. Часопис почав виходити з перебоями, влітку 1995 з'явився часопис «Формула Поступу» під редакцією «поступівки» Мар'яни Чорної. «Post-Поступ» намагалися зберегти, у 1996 головним редактором знову став Володимир Панкєєв, але того ж року часопис перестав виходити.
У грудні 1997 відновлено газету під назвою «Поступ», шеф-редактором знову став Олександр Кривенко. Проте скоро він покинув газету, зосередившись на часописі «Політика і культура» (ПіК) (почав виходити у Києві навесні 1999). Надалі головними редакторами «Поступу» були Андрій Квятковський, Тарас Смакула, Орест Друль, Тетяна Нагорна, яку в жовтні 2004 змінив Андрій Білоус. Газета, яка була власністю Андрія Садового, припинила виходити у червні 2006.

## Відомі особистості
З розквітом видання пов'язані такі імена: Мар'яна Чорна (†1999), Вадим-Сава Галиновський (†2009), Сергій Набока (†2003), Михайло Коломієць (†2003), Олександр Кривенко (†2003), Андрій Квятковський (†2018).

## Post-Поступ надалі
Видання було відновлено 2006 року. Головний редактор — Юрій Винничук. Видання на 40 сторінок, виходило раз на квартал. Працювало над газетою троє людей: Юрій Винничук, макетувальник та художник.
На сторінках часопису — неформатна публіцистика, фейлетони, нестандартні коментарі, рефлексії авторів з усієї України, передусім — з Києва і Львова.
Автори ілюстрацій: Влодко Кауфман, Юрій Кох, Влодко Костирко та інші.
Видання раніше мало офіційний сайт за адресою https://web.archive.org/web/20121130105608/http://expresmedia.com.ua/editions/postpostup, згодом офіційною сторінкою газети була https://web.archive.org/web/20150224210517/http://expresmultymedia.com/editions/postpostup.
Основні рубрики старого сайту: «національні обсервації», «вікна в Україну», «галерея», «враження тижня», «п'єдестал глупоти», «кауфізм», «на у-ліппі», «іздрик no massage», «про європа», «етика-естетика», «наші посиденьки», «на городі бузина», «дереш-land», «з ящика», «кіно».